# Jim Archibald
James Archibald (Craik, Saskatchewan, Kanada, 1961. június 6. –) profi jégkorongozó.

## Karrier
Junior karrierjét az SJHL-ben szereplő Moose Jaw Canucks kezdte. Az 1981-es NHL-drafton a Minnesota North Stars választotta őt ki a hetedik kör 139. helyén. A draft után négy évet a Észak-Dakota Egyetemre járt és itt jégkorongozott. Miután megszerezte a diplomáját az AHL-beli Springfield Indians játszott 1984–1985-ben és még ebben az idényben a Minnesota felhívta őt az NHL-be négy mérkőzésre. A következő idényt ismét az AHL-ben kezdte, de a Minnesota megint felhívta 11 mérkőzésre, amelyeken nem szerzett pontot. 1986–1987-ben szintén az AHL-ben kezdett és a North Stars szintén felhívta őt de most csak egyetlenegy mérkőzésre. 1987–1988-ban az IHL-ben szereplő Kalamazoo Wingsben játszott majd visszavonult.
Visszavonulása után hosszú idő kihagyása után 2008-tól edző lett egy amerikai középiskolában, a Brainerd High Schoolban. Jelenleg is itt dolgozik.

## Díjai
- SJHL All-Star Első Csapat: 1981
- NCAA-bajnok: 1982
- WCHA Első All-Star Csapat: 1985
- North Dakota Male Athlete of Year: 1985
- North Dakota MVP: 1985
- North Dakota Athletic Hall of Fame: Inducted: 2002

## Rekordjai
- Legtöbb büntető perc az NCAA-ban egy szezonban: 197 perc (1985)
- Legtöbb büntető perc az WCHA-ban egy szezonban: 197 perc (1985)
- Legtöbb büntető perc az WCHA-ban karrier során: 540 perc
- Legtöbb büntető perc az Észak-Dakotai Egyetemen karrier során: 540 perc
- Legtöbb büntetés az Észak-Dakotai Egyetemen karrier során: 247 büntetés
- Legtöbb büntető perc az Észak-Dakotai Egyetemen egy szezonban során: 197 perc (1985)
- Legtöbb büntetés az Észak-Dakotai Egyetemen egy szezon során: 81 büntetés (1985)